# Майло Янопулос
Майло Янопулос (на английски: Milo Yiannopoulos) е британски журналист, автор, предприемач и социален активист с гръцки корени, който е и главен редактор на консервативния новинарски сайт Breitbart News.
Янопулос е известен като остър критик на модерния феминизъм, ислямът, социалната справедливост и политическата коректност. Често е определян като говорител на крайно десните политически групи, въпреки че той го отрича.
От края на 2015 година Майло започва да прави обиколка на американски и британски университети, в които изнася лекции свързани с неговите убеждения. Повечето от тези лекции са съпроводени от ожесточени протести на негови противници, които дори довеждат до масови безредици и арести. Така например след пропадането на лекцията му в Калифорнийския университет Бъркли поради протести и безредици, американският президент Доналд Тръмп заплашва университета със спиране на неговото финансиране ако продължава да ограничава свободата на словото.

## Личен живот
Янопулос е открито хомосексуален, но категорично отхвърля този начин на живот и го определя като упадъчен за човечеството и съветва хомосексуалните хора да не се разкриват пред обществото. Въпреки своите позиции, Янопулос се омъжва за приятеля си Джон през 2017 г.